# Two Tonys
"Two Tonys" je 53. epizoda HBO-ove televizijske serije Obitelj Soprano i prva u petoj sezoni serije. Napisali su je David Chase i Terence Winter, režirao Tim Van Patten, a originalno je emitirana 7. ožujka 2004.

## Radnja
Prošle su gotovo dvije godine od Tonyjeve i Carmeline rastave, a Tony se uselio u bivši dom svoje majke. Dok se obitelj sprema sjesti na večeru u domu sada vjenčanih Janice i Bobbyja Bacale, na televiziji se pojavljuje vijest o oslobađanju mnogih mafijaša osuđenih tijekom 1980-ih. Među njima su i Michele "Feech" La Manna, iznimno poštovani kapetan iz bivše ekipe La Manna; Tony Blundetto, Tonyjev rođak koji je bio suradnik u ekipi Soprano; Angelo Garepe, consigliere Carminea Lupertazzija; te Phil Leotardo, kapetan u obitelji Lupertazzi. Tony je iznimno uzbuđen zbog puštanja njegova rođaka te planira organizirati raskošnu zabavu kad dođe kući. 
Tijekom večere s Tonyjem, Juniorom i Bobbyjem Bacalom, iznimno poštovani i sada slobodni Feech zabavlja ostatak gostiju. Ističe i kako bi se rado vratio starom poslu, što Tony i Junior uzimaju u obzir ako neće nikome "stati na žulj".
Jedne večeri, dok A.J. u dvorištu uzima usisivač, ugleda velikog mrkog medvjeda: skameni se od straha i počne dozivati majku iako medvjed ne pokazuje nikakve namjere da mu naudi nego se samo igra s ležaljkama. Carmela uspijeva otjerati medvjeda lupajući posudama. Poziva policiju koja poziva Društvo za lov i ribolov. Oni joj kažu kako je medvjeda najvjerojatnije privukao miris pačje hrane te da bi trebala reći Tonyju da je zaključa u garaži. Sljedećeg dana, medvjed se opet pojavljuje, ali ubrzo odlazi. Tony stiže kući i izražava zabrinutost za Carmelinu i A.J.-evu sigurnost (iako nije ni čuo za susret s medvjedom). Isprva razgovaraju pristojno, čak i prijateljski. Carmela tvrdi kako Tony kupuje A.J.-u previše darova jer se osjeća krivim zbog rastave, uključujući bubnjarsku opremu na kojoj A.J. vježba i stvara buku. Tijekom te svađe Tonyja iznenadi vijest o medvjedu. A.J. mu to nije spomenuo dan prije kad je bio kod njega. U nastavku se svađe otkriva kako je Tony zvao u Italiju i prijetio da će ubiti Furia. Tony zadužuje Bennyja Fazia i Little Paulieja Germanija da čuvaju dvorište u slučaju da se medvjed vrati, iako se Carmeli ta ideja ne sviđa.
U međuvremenu, Christopher i Paulie se posvađaju kad Chris osramoti starijeg mafijaša ispred ostalih kapetana pričom o Pine Barrensu, koja je započela u prijateljskom tonu kad su svi zaključili kako nitko ne zna što se dogodilo s Rusom. Christopher tada u polušali kaže kako je Paulie kriv za cijelu situaciju. Paulie se naljuti i uvrijedi Christophera, nazvavši ga "Tonyjevim malim ljubimcem". Christopher se uvrijedi i umalo se ne potuku. Kasnije, tijekom noći s prostitutkama, nakon što je Adriana ranije istaknula kako on uvijek plaća račune, Christopher prisili Paulieja da plati večeru nakon što je to sam odbio učiniti. U Satriale'su sljedećeg jutra, Paulie zahtijeva da mu Christopher plati večeru ili da počne isplaćivati kamate. Tony naređuje Christopheru da plaća račune za večere; time se iskazuje poštovanje te je ujedno tradicija. U Atlantic Cityju, Paulie svima kaže da izaberu što god žele kako bi povećao račun kojeg će Christopher platiti. Paulie pošalje i bocu skupocjenog šampanjca Cristal za stol pun neatraktivnih žena. Račun -- koji se popeo na 1.184 dolara -- dobiva Christopher, koji ostavlja konobaru 1.200: samo 16 dolara napojnice. Paulie i Christopher nastavljaju se svađati na parkiralištu. Taman kad su se namjeravali potući, izlazi konobar i prigovori im na manjku zahvalnosti. Naziva ih "jebenim šupcima" te se okreće i odlazi. Christopher uzima ciglu i pogodi konobara u glavu koji pada na zemlju. Preplašeni ga Paulie ustrijeli. Zgrabi novac i odlazi u autu. Sljedećeg dana Paulie i Christopher pristaju podijeliti račun i "zakopati sjekiru".
Dok Tony ruča s Johnnyjem Sackom, Carmineom i oslobođenim Angelom Garepeom, Carmine doživi moždani udar te ga odvoze u Bolnicu sv. Vincenta. Johnny obavještava Little Carminea. U bolnici, Johnny podsjeća Tonyja da nije zaboravio njihov dogovor iz prošle godine koji bi mogla spriječiti trenutačna situacija. Johnny odglumi zabrinutost za Carminea.  
Nakon što je s Valentinom La Paz pogledao Gospodara plime (The Prince of Tides), Tony osjeti želju da počne vezu sa svojom bivšom terapeutkinjom, dr. Melfi. Pošalje joj cvijeće s porukom (zajedno s bocom detrdženta Tide). Nakon što je nazove kako bi dogovorio spoj, ona mu kaže kako ne može izaći s njim zbog njihove prijašnje kliničke veze, odnosno jer bi to bilo neprimjereno. Tony izvrne njene riječi i kaže kako "nije zastrašen" njezinim odbijanjem. Zatim dogovori termin, ali samo kako bi joj uživo izjavio ljubav. Zgrabi je i strastveno poljubi. Ona ne reagira i kaže mu da prestane. Kasnije, na terapiji kod vlastitog psihijatra, Melfi opisuje sastanak. Kupferberg predloži da pozove policiju jer se radi o sociopatu koji nije naviknut da ne dobije što želi. Ona priznaje kako ju je isprva privlačio, ali da je taj osjećaj nestao kad je saznala nešto više o njegovu životu. Kasnije nakon grupne terapije koju ona nadgleda, Tony opet dolazi i treći je put pokuša nagovoriti, ovaj put kartama za krstarenje; ona ga opet odbija. Iziritran porazom, Tony upita dr. Melfi što je pravi razlog. Ona počne objašnjavati što prezire kod njega: u kontekstu da je on gangster, uključujući da se prema ženama i ljudima općenito ne odnosi s poštovanjem, te da koristi silu i prijeti njome kako bi dobio što želi. Kao terapeutkinja, ona ne može osuđivati svoje pacijente; međutim, ako bi stvari postale previše osobne, ona ne bi mogla svjedočiti takvim postupcima. On odustaje i naziva je "jebenom kujom" te ode. Tony se vraća u dom Sopranovih gdje otpušta Bennyja koji je došao stražariti. Uzima kalašnjikov, odlazi u ležaljku u dvorištu i zapali cigaru.

## Glavni glumci
- James Gandolfini kao Tony Soprano
- Lorraine Bracco kao dr. Jennifer Melfi
- Edie Falco kao Carmela Soprano
- Michael Imperioli kao Christopher Moltisanti
- Dominic Chianese kao Corrado Soprano, Jr.
- Steven Van Zandt kao Silvio Dante
- Tony Sirico kao Paulie Gualtieri
- Robert Iler kao A.J. Soprano
- Jamie-Lynn Sigler kao Meadow Soprano
- Aida Turturro kao Janice Soprano
- Drea de Matteo kao Adriana La Cerva
- Steve Schirripa kao Bobby Baccalieri
- Vince Curatola kao Johnny Sack
- Steve Buscemi kao Tony Blundetto *

* samo potpis

### Gostujući glumci
| - Ray Abruzzo kao Carmine Lupertazzi, Jr. - Maria Baan kao Fran - Leslie Bega kao Valentina La Paz - Peter Bogdanovich kao dr. Elliot Kupferberg - Denise Borino kao Ginny Sacrimoni - Robert John Burke kao policajac Zmuda - Carl Capotorto kao Little Paulie Germani - Max Casella kao Benny Fazio - Barbara Christabella kao Patti - Miryam Coppersmith kao Sophia Baccalieri - Allison Dunbar kao Nicole Lupertazzi - John Elsen kao policajac Yorn - Maureena Galindo kao pipničarka - Joseph R. Gannascoli kao Vito Spatafore - Dan Grimaldi kao Patsy Parisi - Ginger Kearns kao ispiercana djevojka | - Sukanya Krishnan kao reporterka - Tony Lip kao Carmine Lupertazzi - Robert Loggia kao Feech La Manna - George Loros kao Raymond Curto - Rich Lounello kao vjenčani kum - Anna Maniscalco kao Bernice - Jeffrey R. Marchetti kao Petey - Arthur Nascarella kao Carlo Gervasi - Jason Ongoco kao dostavljač - Bill Quigley kao konobar - Lisa Regina kao Kim - Omar Rodriguez kao Raul - Laurie Rosenwald kao žena - Joe Santos kao Angelo Garepe - Frank Vincent kao Phil Leotardo - Matthew Weiner kao Manny Safier |

## Prva pojavljivanja
- Michele "Feech" La Manna: bivši kapetan sada nepostojeće ekipe La Manna koji je zatvoren tijekom 1980-ih.
- Angelo Garepe: bivši consigliere obitelji Lupertazzi.
- Phil Leotardo: (samo slika) kapetan u obitelji Lupertazzi koji je zatvoren početkom 1980-ih.
- Tony Blundetto: (samo slika) Tonyjev rođak i suradnik obitelji Soprano koji je 1986. završio u zatvoru zbog otmice kamiona.

## Umrli
- Raoul: konobar iz Atlantic Cityja koji se Paulieju i Christopheru požalio na slabu napojnicu.

## Naslovna referenca
- Tony pokušava demonstrirati dr. Melfi da postoje dva Tonyja Soprana, od kojih jednog nikad nije vidjela.
- Osim toga, Tonyjev rođak Tony Blundetto izlazi iz zatvora, a tijekom čitave sezone se spominje kako ih u djetinjstvu nisu mogli razlikovati zbog istog imena.

## Produkcija
- Ova je epizoda prva uvodna u sezonu u kojoj Tony ne izlazi na prilaz po The Star-Ledger. U ovom slučaju Meadow pregazi novine svojim autom.
- Steve Buscemi (Tony Blundetto) sada je potpisan u uvodnoj špici iako se ne pojavljuje u epizodi, nego samo na slikama i televizijskim izvještajima. Jamie-Lynn Sigler tijekom sezone je zbog udaje potpisana kao "Jamie-Lynn DiScala".
- Uvodna sekvenca s raznim kadrovima doma Sopranovih s opalim lišćem koje raznosi vjetar referenca je na uvodne kadrove Kuma III, koji prikazuju napušteno imanje Corleoneovih na Jezeru Tahoe.

## Poveznice s prijašnjim epizodama
- U Bada Bingu, Christopher Vitu Spataforeu, Bennyju Faziu i Patsyju Parisiju priča o svojim i Pauliejevim nevoljama u Pine Barrensu s ruskim mafijašem; to izaziva svađu između njega i Paulieja koja se nastavlja kroz polovicu epizode.

## Glazba
- Tijekom uvoda i odjavne špice svira "Heaven Only Knows" Emmylou Harris.
- Na početku scene u kojoj Tonyjeva ekipa večera u restoranu u Atlantic Cityju svira "Band of Gold" Frede Payne.

## Vanjske poveznice
- Two Tonys u internetskoj bazi filmova IMDb-a